# Nuru Sulley
Nuru Sulley, oder nach einigen Quellen auch Nuru Suley, (* 11. Juni 1992 in Accra) ist ein ghanaischer Fußballspieler.

## Karriere

### Verein
Sulley spielte für die Jugendmannschaften vom FC Fadama, FC Accra Great Olympics und den Tudu Mighty Jets. Ab 2008 spielte er für die 1. Mannschaft von FC Accra Great Olympics und ab 2011 für die von Tudu Mighty Jets. 2011 wechselte er dann zu Hearts of Oak SC. Hier befand er sich bis Somme 2014 im Mannschaftskader und wurde dann an Tala’ea El-Gaish SC ausgeliehen. Nachdem der Leihvertrag bereits nach vier Tagen wieder aufgelöst worden war, wechselte er zu Al-Nasr SC. Auch hier befand er sich mit zwei Monaten nur kurz unter Vertrag und wechselte im November zu al-Ittihad. In der Sommertransferperiode 2015 wurde er in die türkische TFF 1. Lig zu Alanyaspor transferiert. Dort spielte er bis 2017 und war dann zwei Jahre vereinslos, ehe er im Irak für die beiden Vereine Al-Mina'a SC und Naft Al-Basra SC spielte. Seit April 2020 steht er wieder bei seinem ehemaligen Klub Hearts of Oak SC unter Vertrag.

### Nationalmannschaft
Sulley spielte 2014 für die ghanaische Nationalmannschaft beim Wafu-Cup, wo nur Spieler aus der einheimischen Ghana Premier League berücksichtigt wurden. Das Acht-Nationen-Turnier konnten die Black Stars durch einen 3:1-Sieg im Finale über den Senegal am Ende für sich entscheiden.